# Hợp nhất (phép toán)
Hợp nhất phép toán (tiếng Anh: unification) là quá trình tìm kiếm một phép thay thế để giúp cho một cặp số hạng hoặc các cặp các biểu thức bằng nhau. Đây là một cơ chế cơ bản trong hoạt động thực thi của một bộ biên dịch Prolog được dựa trên thuật toán Martelli-Montanari.